# Pendan
Pendan je málo známá a dlouhodobě nečinná (možná vyhaslá) sopka v centrální části indonéského ostrova Sumatra, asi 10 km západně od vulkanického komplexu Belirang-Beriti. Bližší údaje o stavbě hory či erupcí nejsou známy.